# Tumenfloden
Tumenfloden (kinesiska: 图们江; hangul: 두만강) är en flod i östra Asien som utgör gränsen mellan Kina och Nordkorea i den övre delen samt gräns mellan Nordkorea och Ryssland med en mindre del. Namnet kommer ifrån det mongoliska ordet tümen som betyder tiotusen. Floden är totalt 521 kilometer lång och börjar uppe i Changbaibergen och flyter ut i Östhavet (Japanska havet).
Tumenfloden är den tredje längsta floden i Korea. Den rinner genom bergiga områden med tät skog. Närmare flodens mynning, i sydost, rinner den genom planare områden. Enbart 85 kilometer uppströms från mynningen är floden farbar för större fartyg.
Större städer längs floden är Hoeryong, Namyang och Onsong i Nordkorea samt Tumen och Nanping i Kina. Många nordkoreaner använde floden som flyktväg till Kina under svälten i landet på 1990-talet. Floden utgör fortfarande, trots att den bevakas av militär personal från DPRK, den flyktväg som flertalet nordkoreaner på flykt använder sig av.